# Dragon Ball: Makafushigi Dai-Bōken
Dragon Ball: Chuyến phiêu lưu huyền bí (ドラゴンボール　魔訶不思議大冒険 Doragon Bōru: Makafushigi Dai-Bōken) là bộ phim Dragon Ball thứ 3 trong loạt. Được sản xuất vào ngày 9 tháng 7 năm 1988 tại Nhật Bản.

## Lồng tiếng
| Nhân vật          | Lồng tiếng (Tiếng Nhật) | Lồng tiếng (Tiếng Anh) |
| ----------------- | ----------------------- | ---------------------- |
| Son Goku          | Nozawa Masako           | Ceyli Delgadillo       |
| Arale Norimaki    | Koyama Mami             | Meredith McCoy         |
| Launch            | Koyama Mami             | Meredith McCoy         |
| Yamcha            | Furuya Tōru             | Christopher Sabat      |
| Bulma             | Tsuru Hiromi            | Tiffany Vollmer        |
| Master Roshi      | Miyauchi Kôhei          | Mike McFarland         |
| Krillin           | Tanaka Mayumi           | Laurie Steele          |
| Oolong            | Tatsuta Naoki           | Bradford Jackson       |
| Puar              | Watanabe Naoko          | Monika Antonelli       |
| Tien              | Suzuoki Hirotaka        | John Burgmeier         |
| Chiaotzu          | Emori Hiroko            | Monika Antonelli       |
| Turtle            | Gōri Daisuke            | Christopher Sabat      |
| Master Shen       | Nagai Ichirō            | Chuck Huber            |
| Korin             | Nagai Ichirō            | Mark Britten           |
| Mercenary Tao     | Nagai Chikao            | Kent Williams          |
| Shenron           | Utsumi Kenji            | Christopher Sabat      |
| General Blue      | Furukawa Toshio         | Sonny Strait           |
| Sergeant Metallic | Aomori Shin             | Chris Rager            |
| Upa               | Horie Mitsuko           | Kara Edwards           |
| Bora              | Ginga Banjō             | Dameon Clarke          |
| Emperor Pilaf     | Chiba Shigeru           | Mike McFarland         |
| Shuu              | Genda Tesshō            | Justin Cook            |
| Mai               | Yamada Eiko             | Cynthia Cranz          |
| Gat-chan          | Nakano Seiko            | Mike McFarland         |
| Narration         | Yanami Joji             | Christopher Sabat      |

## Âm nhạc
魔訶不思議アドベンチャー! (Makafushigi Adobenchā! Mystical Adventure!)
Lời: Mori Yuriko
Nhạc: Ike Takeshi
Arrangement: Tanaka Kōhei
Biểu diễn: Takahashi Hiroki
Lời bài hát
Ending Theme
ドラゴンボール伝説 (Doragon Bōru Densetsu Dragon Ball Legend)
Lời: Izumi Onikado
Nhạc: Ike Takeshi
Arrangement: Kyōda Seiichi
Biểu diễn: Takahashi Hiroki
Lời bài hát